# 전국: 천하영웅의 시대
전국: 천하영웅의 시대(战国)는 2011년 공개된 중국의 영화이다. 장군 방연과 손빈 사이의 라이벌 관계에 초점을 둔다.

## 줄거리
2011년에 제작된 중국 영화 "전국"은 전국시대를 배경으로 하고 있지만, 실제 역사와는 다소 거리가 있는 허구의 이야기를 다루고 있다. 영화는 귀곡자의 제자들인 군사 전략가 방연과 손빈, 두 사람 사이의 치열한 경쟁을 중심으로 전개된다. 이들은 뛰어난 재능을 가지고 있지만, 서로 다른 야망과 신념으로 인해 불가피하게 대립하게 된다. 영화는 두 사람의 갈등과 그들이 펼치는 전략적 싸움, 그리고 그 과정에서 벌어지는 전쟁의 참혹한 모습들을 보여준다. 복잡하게 얽힌 관계 속에서 권력을 쟁취하려는 인물들의 욕망과 배신, 그리고 그 속에서 피어나는 애절한 사랑 이야기가 드라마틱하게 펼쳐진다.

## 출연

### 주연
- 김희선
- 경첨
- 오진우
- 쑨훙레이

### 조연
- 강무
- 나카이 키이치
- 풍은학
- 황해빙
- 마정무